# Penne (ornithologie)
Pour les articles homonymes, voir Penne.

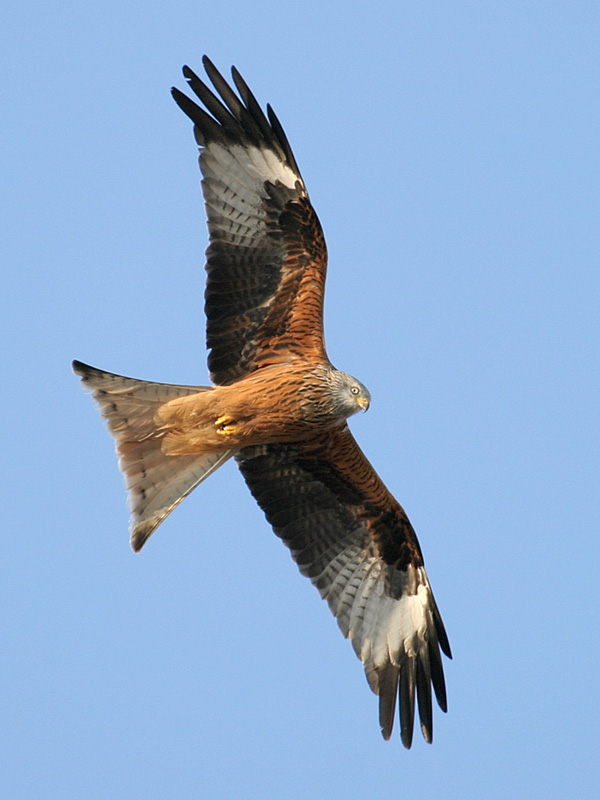
Milan royal (Milvus milvus) en vol, montrant ses rémiges et rectrices.

Une penne (ou plume de contour) est une plume longue, rigide et asymétrique, paire, qui joue un rôle primordial dans le vol des oiseaux. Le terme sert à désigner tant les rémiges, (au niveau des ailes) que les rectrices (au niveau de la queue) et tectrices (au niveau du corps.)
Leur fonction première est de contribuer à la génération de la poussée et de la portance, à la base du vol. Toutefois, les plumes de certains oiseaux peuvent avoir d'autres fonctions liées à la défense du territoire, aux rituels de séduction ou aux comportements alimentaires.
De petites dentelures à la pointe des rémiges des hiboux leur permettent de voler en silence (et donc de chasser avec plus de succès), tandis que les picinae utilisent leurs rectrices très rigides pour marteler les troncs. Les oiseaux ne volant pas conservent leurs pennes, mais parfois sous des formes radicalement différentes.
La mue de ces plumes peut être un handicap pour l'oiseau, surtout en nuisant à sa capacité de vol. Des espèces ont évolué spécifiquement pour y remédier : de la chute de toutes les pennes en même temps (avec une assez brève impossibilité de voler) à l'extension de la mue sur plusieurs années.

## Sources
- (en) Cet article est partiellement ou en totalité issu de l’article de Wikipédia en anglais intitulé « Flight feather » (voir la liste des auteurs).